# Jorgosz Kutrumpisz
Jorgosz Kutrumbisz (görög nyelven: Γεώργιος Κουτρουμπής) (Athén, 1991. február 10. –) görög utánpótlás-válogatott labdarúgó. Az Iliúpoli játékosa. 
2020-tól 2022-ig az Újpest játékosa.

## Pályafutása

### Klubcsapatokban
Kutrumbisz a görög Kalithéa csapatában kezdte labdarúgó-pályafutását. 2013 és 2018 között a Panathinaikósz színeiben kilencvenhárom görög élvonalbeli mérkőzésen lépett pályára, kétszer szerepelt az Európa-liga csoportkörében, valamint a csapattal 2014-ben görög kupagyőztes lett. 2018-ban a belga élvonalbeli Standard de Liège labdarúgója lett, amellyel szintén kupagyőztes lett. 2019-ben a román élvonalban kilenc alkalommal lépett pályára a Concordia Chiajna színeiben, a 2019-2020-as szezonban az ÓFI Kréta játékosa volt. 2020 szeptemberétől, 2022-ig az Újpest játékosa. 2022 és 2024 között a török Bandırmaspor játékosa volt. 2025. február 5-én csatlakozott a görög másodosztályú GS Iliúpoli-hoz.

### Válogatott
Kutrumbisz 2010-ben három alkalommal szerepelt a görög U19-es labdarúgó-válogatottban. 2016 novemberében Michael Skibbe szövetségi kapitány behívta a Bosznia-Hercegovina elleni világbajnoki selejtezőre készülő felnőtt válogatott keretébe, végül nem lépett pályára a mérkőzésen.

## Sikerei, díjai
Panathinaikósz :
- Görög labdarúgókupa győztes: 2014

 Standard de Liège :
- Belga labdarúgókupa győztes: 2018

 Újpest FC
- Magyar Kupa győztes: 2021